# 10 Pułk Piechoty (Księstwo Warszawskie)
10 Pułk Piechoty – oddział piechoty Armii Księstwa Warszawskiego.
Sformowany jako 2 pułk piechoty Legii Poznańskiej w Rogoźnie.

## Formowanie i zmiany organizacyjne
16 listopada 1806 Dąbrowski nakazał pobór rekruta systemem kantonalnym, po 1 na 10 dymów. Rekrut ten musiał być zaopatrzony, ubrany i oporządzony przez obywateli. W grudniu 1806 w wyzwolonej Warszawie odbyły się rokowania z Napoleonem, w wyniku których przystąpiono do formowania trzech legii. W tych oto okolicznościach formował się 2 pułk piechoty w Legii Poznańskiej Dąbrowskiego, który 26 stycznia 1807 został przemianowany na 10 pułk piechoty 3 Dywizji Księstwa Warszawskiego.
W związku z odezwą gen. Dąbrowskiego do tworzącego się wojska zgłaszali się poborowi do punktów rekrutacji. Tworzący się 2 pułk piechoty Legii Poznańskiej organizował się na przełomie listopada i grudnia 1806 w Rogoźnie, w departamencie poznańskim. Zgłaszali się tam byli żołnierze armii pruskiej, weterani insurekcji kościuszkowskiej oraz młodzi, świeży rekruci.
Organizacją tego pułku zajął się mjr Antoni Downarowicz (1778-1810), weteran insurekcji kościuszkowskiej oraz walk we Włoszech w szeregach legionów. W tworzeniu 2 pp Legii Poznańskiej pomagali mu jego oficerowie, kpt. Paweł Tremo oraz mianowany 15 listopada 1806 na szefa batalionu, Kalikst Zakrzewski. Utworzono dwa bataliony. Dowództwo nad pierwszym objął kpt. Antoni Parys, zaś nad drugim sam mjr Downarowicz.
2 stycznia 1807 Napoleon wydał rozkaz połączenia sił dywizji Dąbrowskiego w Bydgoszczy, a następnie 23 stycznia poddał ją pod rozkazy marszałka Lefebvre’a i posłał ją pod Gdańsk. Tym samym 2 pp Legii Poznańskiej wraz z korpusem oblężniczym znalazł się na Pomorzu Gdańskim, gdzie wsławił się w zaciętych bojach. Po kapitulacji Gdańska pułk ten został ściągnięty długimi i ciężkimi marszami do Prus Wschodnich, aby wziąć udział w ostatniej fazie bitwy pod Frydlandem. Po skończonej kampanii 1806-1807 objął stanowisko już jako 10 pp we Wschowie. Według etatu z 1810 roku, pułk składał się ze 27 osobowego sztabu i trzech batalionów piechoty po 6 kompanii. Sztaby batalionów liczyć miały 4 osoby, a kompanie 136 żołnierzy. W sumie w pułku powinno służyć 2487 żołnierzy. Faktycznie stan osobowy oddziału był nieco mniejszy.
W czasie przygotowań do inwazji na Rosję 1812 roku pułk włączony został w struktury 7 Dywizji gen. Grandjean.
Po abdykacji Napoleona, car Aleksander I wyraził zgodę na odesłanie oddziałów polskich do kraju. Miały one stanowić bazę do tworzenia Wojska Polskiego pod dowództwem wielkiego księcia Konstantego. 13 czerwca 1814 roku pułkowi wyznaczono miejsce koncentracji w Poznaniu.
Pułk nie został jednak odtworzony, bowiem etat armii Królestwa Polskiego przewidywał tylko 12 pułków piechoty. Nowe pułki piechoty sformowano dopiero po wybuchu powstania listopadowego. Rozkaz dyktatora gen. Józefa Chłopickiego z 10 stycznia 1831 roku nakładał obowiązek ich organizowania na władze wojewódzkie. W województwie krakowskim tworzony był  2 Pułk Województwa krakowskiego przemianowany później na 10 pułk piechoty liniowej.

## Historia pułku
Rozkazem ministra wojny, ks. Józefa Poniatowskiego, z 4 kwietnia 1807 piechota Księstwa Warszawskiego otrzymała nową numerację pułków. W wyniku tej reorganizacji 2 pułk piechoty Legii Poznańskiej zmienił nazwę na 10 pułk piechoty i wszedł w skład 3 Dywizji pod wodzą gen. Dąbrowskiego, który z niechęcią przyjął zmianę numercji swojej dywizji, uważając za słuszne, że pułki najpierw sformowane powinny posiadać pierwsze numery. W sierpniu 1808, w wyniku kłopotów finansowych Księstwa, 10 pp wraz z 5. i 11 pp zostały włączone w skład garnizonu gdańskiego, przechodząc tym samym na żołd francuski. Zakład 10 pp pozostał w Łęczycy. Stan stacjonującego w Gdańsku pułku płk. Downarowicza dnia 1 stycznia 1809 wynosił 1485 oficerów, podoficerów i żołnierzy.
Sformowany w maju 1809, batalion 3. tego pułku odznaczył się w walkach z Austriakami w tym samym roku. 21 lipca 1809 dowódcą został awansowany z majora 6 pp, płk Bazyli Wierzbicki. Stan całego 10 pp z  14 listopada 1809 wynosił 1996 żołnierzy (w tym dwa bataliony w Gdańsku). Cesarz Francuzów rozkazał 17 maja 1811 utworzyć dywizję składającą się z sił stacjonujących w Wolnym Mieście Gdańsku, między innymi z 10 pułku piechoty Księstwa Warszawskiego. Do pułku przyłączono pluton artylerii pieszej, obsługujący dwa działa. Niedługo po tym, bo w połowie stycznia 1812 pułki te przeszły na żołd francuski, wchodząc w skład VII dywizji Wielkiej Armii gen. Grandjeana korpusu marszałka Davouta. Każdy z tych pułków liczył po trzy bataliony. Kiedy płk Bazyli Wierzbicki awansował na szefa sztabu 3 Dywizji Księstwa Warszawskiego, a było to 27 grudnia 1811, dowództwo nad 10 pp objął płk Henryk Ignacy Kamieński, który przybył z pułku Legii Nadwiślańskiej.
25 lutego 1812, baron Jan Karol Serra, poseł (rezydent) nadzwyczajny francuski w towarzystwie Fryderyka Augusta Wettina, króla Saksonii, księcia warszawskiego i Friedricha C. L. Senfft von Pilsach, ministra spraw wewnętrznych Saksonii, podpisano konwencję, która między innymi dotyczyła 10 pp Pułk ten mający 4 bataliony, po 6 kompanii w batalionie, został zobowiązany do uzupełnienia każdej kompanii do kompletu 140 ludzi. Nakazano także, niezwłoczne dodanie do pułku 25 kompanii zakładowej, w stanie 140 osób.
Kampanię roku 1812 pułk ten odbył w VII dywizji gen. Grandjeana, w brygadzie drugiej, pod dowództwem gen. Bachelu. Po klęskach tej kampanii brygada druga osłaniała odwrót korpusu Macdonalda od Tylży do Gdańska, gdzie dotarła na początku stycznia 1813. Stan 10 pułku piechoty, stacjonującego w Gdańsku, wynosił wtedy 83 oficerów i 1609 żołnierzy. W grodzie nad Motławą 10 pp po raz ostatni wpisał się w karty historii epoki napoleońskiej.

## Działania zbrojne

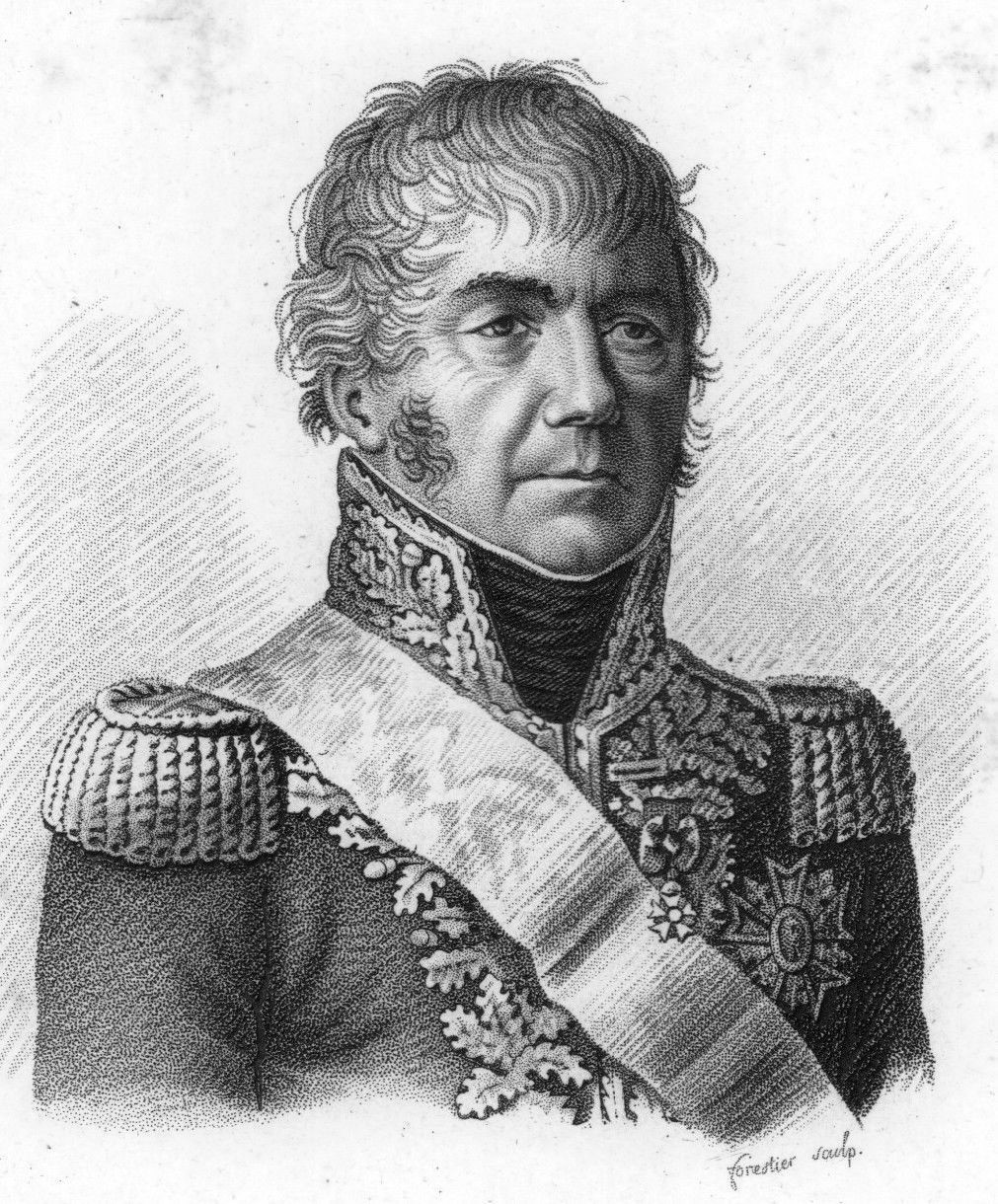
François Joseph Lefebvre

Dzieje oręża 2 (10) pp Księstwa Warszawskiego rozpoczęły się 2 stycznia 1807, kiedy to Napoleon rozkazał wszystkim pierwszym batalionom, m.in. z owego pułku, koncentrację sił w Bydgoszczy pod dowództwem gen. bryg. Wincentego Aksamitowskiego. 3 stycznia 1807 oddziały gen. Dąbrowskiego wyruszyły w tym kierunku. Już 22 stycznia tego samego roku wyruszyły w kierunku Gdańska, posuwając się lewym brzegiem Wisły. Dzień później, Napoleon zadecydował o utworzeniu X Korpusu pod dowództwem marsz. François Joseph Lefébvre’a.
W wyniku reorganizacji X Korpusu, w marcu 2 (10) pp znalazł się w składzie korpusu oblężniczego Gdańska. Oblężenie rozpoczęło się 7 marca 1807. Już 9 marca dywizja polska zajęła Borkowo, a następnie Maćkowy i Łostowice. Patrole polskie 12 marca podchodziły już na przedpole Chełma. Lefebvre pierwszy szturm zarządził na 16 marca. Kolumna polska złożona m.in. z dwóch batalionów 2. pp., dowodzona przez mjr. Downarowicza zaatakowała wczesnym rankiem Chełm.
26 marca o godzinie czwartej rano Prusacy zaatakowali w paru miejscach wojska oblężnicze. Wyparli Polaków z szańców pod Chełmem. Tymczasem w obozie polskim, mjr Weyssenhoff z 4 pp polskiej, zorganizował kontratak. Wtedy na miejsce walki przybył sam Lefebvre i stanął na czele szykującego się do natarcia 2 pp polskiej. Weyssenhoff opisał to w swoich pamiętnikach tak: „Zsiadł z konia, a odpiąwszy surdut odkrył hafty munduru i gwiazdy. Kazał doboszom bić szarżę, a znajdując, że nie dosyć żywo biją, sam bęben porwał i tak przyspieszonym krokiem pędził ku nieprzyjacielowi”. 
Pod koniec marca do grupy operacyjnej gen. Schramma dotarły uzupełnienia. Był to batalion 2 pp dowodzony przez mjr. Downarowicza oraz ppłk. Parysa. Zadaniem tego oddziału było odcięcie komunikacji wojskom pruskim i rosyjskim, pomiędzy Gdańskiem a Piławą. Kompania z 2 pp polskiej uczestniczyła wraz z 2 pułkiem lekkiej piechoty francuskiej, kawalerią polską i francuską, w udanym ataku na Prusaków pod Łysicą na Mierzei Wiślanej. Resztki oddziału nieprzyjaciela uciekły do Piławy.
31 marca rozgorzały walki w okolicy Bramy Oliwskiej, a 1 kwietnia Lefebvre wydał rozkaz natarcia na całej linii, tym samym był to początek regularnego oblężenia. Tymczasem dla utrzymania kontaktu z korpusem oblężniczym pod Kołobrzegiem, wysłano trzy kompanie z 2 pp wraz z częścią kawalerii pospolitego ruszenia na Pomorze Środkowe. W nocy z 15 na 16 kwietnia żołnierze z 2 pp wraz z francuskimi saperami usypali szaniec przy ujściu Łachy do Wisły. Załoga twierdzy dopiero rano zorientowała się o jego istnieniu. 16 kwietnia siły pruskie w sile 5 tys. żołnierzy zaatakowały Mierzeję od strony Gdańska i Wisłoujścia. Początkowo odnosili sukcesy, ale szala ich zwycięstw załamała się na wspomnianym szańcu, którym dowodził mjr Downarowicz. Wsparcie atakujących dwoma kompaniami piechoty rosyjskiej oraz ostrzał z dział angielskiego kutra, nie przynosiło efektu przy takiej dzielnej obronie. Dowódca 2. pp. w tym starciu otarł się o śmierć, jego kapelusz przeszyła na wylot kula z kartacza, tuż przy głowie. O tym, jakie znaczenie bojowe miał szaniec usypany przez żołnierzy Downarowicza, 18 kwietnia przekonała się angielska korweta „Sally”, holująca dwie uzbrojone szalupy. Została odparta przez działa sprowadzone do szańca i nie udało jej się przedrzeć do Gdańska.
10 pułk piechoty polskiej wraz z resztą brygady gen. Bachelu, będącej częścią VII dywizji gen. Grandjeana, przybył do Gdańska 13 stycznia 1813. Piechurzy powrócili na teren, na którym już walczyli niecałe sześć lat wcześniej. Weszli w skład garnizonu pod dowództwem gen. Jeana Rappa. Od 22 stycznia miasto było nieudolnie oblegane, ponieważ Rosjanie mieli bardzo mało ciężkich dział oblężniczych. Pierwszy szturm Gdańska nastąpił 5 marca, wtedy to wojska rosyjskie uderzyły jednocześnie na Nowe Szkoty, Suchanino, Chełm, Siedlce i Orunię. Gen. Bachelu w tym czasie uformował kolumnę uderzeniową składającą się z czterech batalionów piechoty polskiej (m.in. 10 pp), 150 kawalerzystów i jednej baterii artylerii konnej. Grupa ta ruszyła z Nowych Ogrodów przez Suchanino, uderzając z boku na wzniesienia Siedlec. Rapp w obliczu niebezpieczeństwa ataku od strony Oruni zarządził kontratak. Tę operację ubezpieczał od strony Piecek 10 pp. pułkownika Henryka Kamieńskiego z 4 działami.
Liczne zarazy i pożary pogarszały tylko stan załogi gdańskiej twierdzy. Wynikiem tej beznadziejnej sytuacji było zaprzestanie walk 28 listopada 1813, a następnie kapitulacja. Jednak jej warunki zostały odrzucone przez cara. Druga kapitulacja z 29 grudnia zezwalała Polakom na powrót do domów. Następnego dnia Polacy opuścili mury Gdańska. Wielu z weteranów z 10 pp Księstwa Warszawskiego służyło od 1815 w wojsku Królestwa Kongresowego oraz brało udział w Powstaniu Listopadowym.
- oblężenie Gdańska i Kołobrzegu (w czerwcu 1807)
- Friedland (14 czerwca 1807)
- Żarnowiec (11 lipca 1809)
- Tylża (24 czerwca 1812)
- Dyneburg (30 lipca 1812)
- potyczka (28 września 1812)
- potyczki 2,7,15 i 23 października 1812)
- Neugat (7 listopada 1812)
- Walkow (16 listopada 1812)
- potyczki (17 i 18 listopada oraz 16,18 i 21 grudnia 1812)
- Tylża (28 grudnia 1812)
- potyczka (31 grudnia 1812)
- Labiau (3 stycznia 1813)
- Stublau 14 stycznia 1813)
- obrona Gdańska (15 kwietnia i 29 sierpnia 1813)

## Żołnierze pułku
Pułkiem dowodzili:
- płk Antoni Downarowicz (4 września 1807),
- Bazyli Wierzbicki,
- płk Henryk Ignacy Kamieński (27 grudnia 1811).

## Mundur
Przepis ubiorczy z 3 września 1810 roku nie doprowadził jednak do całkowitego ujednolicenia munduru piechoty. Niektóre pułki dość  znacznie różniły się od ustaleń regulaminowych.
W 10 pułku piechoty fizylierzy chodzili w czakach z białymi kordonami i kwadratowemi żółtymi blachmi na przedzie; szlify białe niciane.

## Chorągiew
Orzeł pułku 10 piechoty
Orzeł posrebrzany, pod orłem tablica w mosiężnej ramie z takimże napisem na tle czernionym: "Pułk 10-ty Piechoty". Na odwrocie: "Woysko Polskie". Długość drzewca 292 cm. Pod tuleją orła kokarda z tkaniny jedwabnej białej podwójnie zeszytej o wymiarach 53 cm x 14 cm. Na końcach kokardy gałązki wawrzynowe i dębowe haftowane złotem.